# 凍河
『凍河』（とうが）は、1976年に松竹が製作した斎藤耕一監督による日本映画。原作は五木寛之の小説『凍河』。新たに精神病院に勤めることになった、若い男と若い女性患者のラブストーリーである。石原裕次郎が中村雅俊の兄役で出演。石原裕次郎にとって実写映画としての最後の出演作品となった。

## キャスト
- 中村雅俊: 竜野努
- 五十嵐淳子: 阿里葉子
- 岡田茉莉子: 唐木道子
- 原田美枝子: 高見沢ナツキ
- 米倉斉加年: 朝田
- 御木本伸介: 高橋医師
- 緋多景子: じれっ亭ママ
- 宮井えりな: 看護婦こずえ
- 西尾三枝子: 薬剤師
- 須賀不二男: 看護士石金
- 岡田英次: 竹下晋助
- 佐分利信: 高見沢順造
- 石原裕次郎: 竜野一郎

## スタッフ
- 監督 : 斎藤耕一
- 原作 : 五木寛之
- 脚本 : 石森史郎
- 製作 : 中川完治、島津清
- 撮影 : 坂本典隆
- 編集 : 杉原よ志
- 音楽 : 青山八郎

## 併映作品
- 『遺書 白い少女』: 中村登監督